# Cruseilles
Cruseilles ist eine französische Gemeinde im Département Haute-Savoie in der Region Auvergne-Rhône-Alpes. Sie gehört zum Kanton La Roche-sur-Foron im Arrondissement Saint-Julien-en-Genevois.

## Geographie
Cruseilles liegt auf 783 m, etwa 15 Kilometer nördlich der Stadt Annecy (Luftlinie). Das Dorf erstreckt sich an aussichtsreicher Lage auf einem Geländevorsprung am Südrand des Salève, rund 300 m über dem Talboden des Les Usses, im Genevois.
Die Fläche des 25,41 km² großen Gemeindegebiets umfasst einen Abschnitt des Genevois. Die südliche Grenze verläuft entlang den Usses, einem linken Seitenfluss der Rhone, der hier in einem tiefen Tal fließt. Südlich von Cruseilles durchbrechen die Usses in einer Schlucht, die von den Ponts de la Caille überspannt wird, die Talenge zwischen dem Salève und dem Mont Pelé. Von den Usses erstreckt sich der Gemeindeboden nach Norden über die Höhe von Cruseilles (860 m) bis auf den Kamm des südwestlichen Salève, auf dem mit 1310 m die höchste Erhebung von Cruseilles erreicht wird.
Zu Cruseilles gehören neben dem eigentlichen Dorf auch zahlreiche Weilersiedlungen und Gehöfte, darunter:
- Chozal (456 m) an den Usses
- Les Goths (460 m) an den Usses
- Féchy (630 m) auf einer Terrasse über dem Usses-Tal
- Ronzier (600 m) auf einer Terrasse über dem Usses-Tal
- Le Noiret (720 m) oberhalb der Gorges des Usses
- Deyrier (750 m) über dem Usses-Tal
- Les Faulats (720 m) am Fuß des Salève
- L'Abergement (877 m) am Südabhang des Salève

Nachbargemeinden von Cruseilles sind Présilly im Norden, Vovray-en-Bornes, Villy-le-Bouveret und Groisy im Osten, Villy-le-Pelloux, Allonzier-la-Caille und Cercier im Süden sowie Copponex und Saint-Blaise im Westen.

## Geschichte
Cruseilles wird im frühen 12. Jahrhundert erstmals unter dem Namen Crusilla erwähnt. Bis Ende des 18. Jahrhunderts war die Schreibung Crusillie üblich. Über die Herkunft des Ortsnamens sind sich die Quellen nicht einig. Eine Deutungsmöglichkeit ist die Ableitung vom Personennamen Cursillius, andererseits könnte das Wort auch auf croisille (Straßenkreuzung) zurückgeführt werden.
Im Mittelalter bildete Cruseilles eine eigene Herrschaft, die den Grafen von Genf unterstand. Im Jahre 1282 erhielt der Ort gewisse Freiheitsrechte. Im 16. Jahrhundert gelangte Cruseilles an die Herzöge von Savoyen und teilte fortan das Schicksal Savoyens.

## Sehenswürdigkeiten

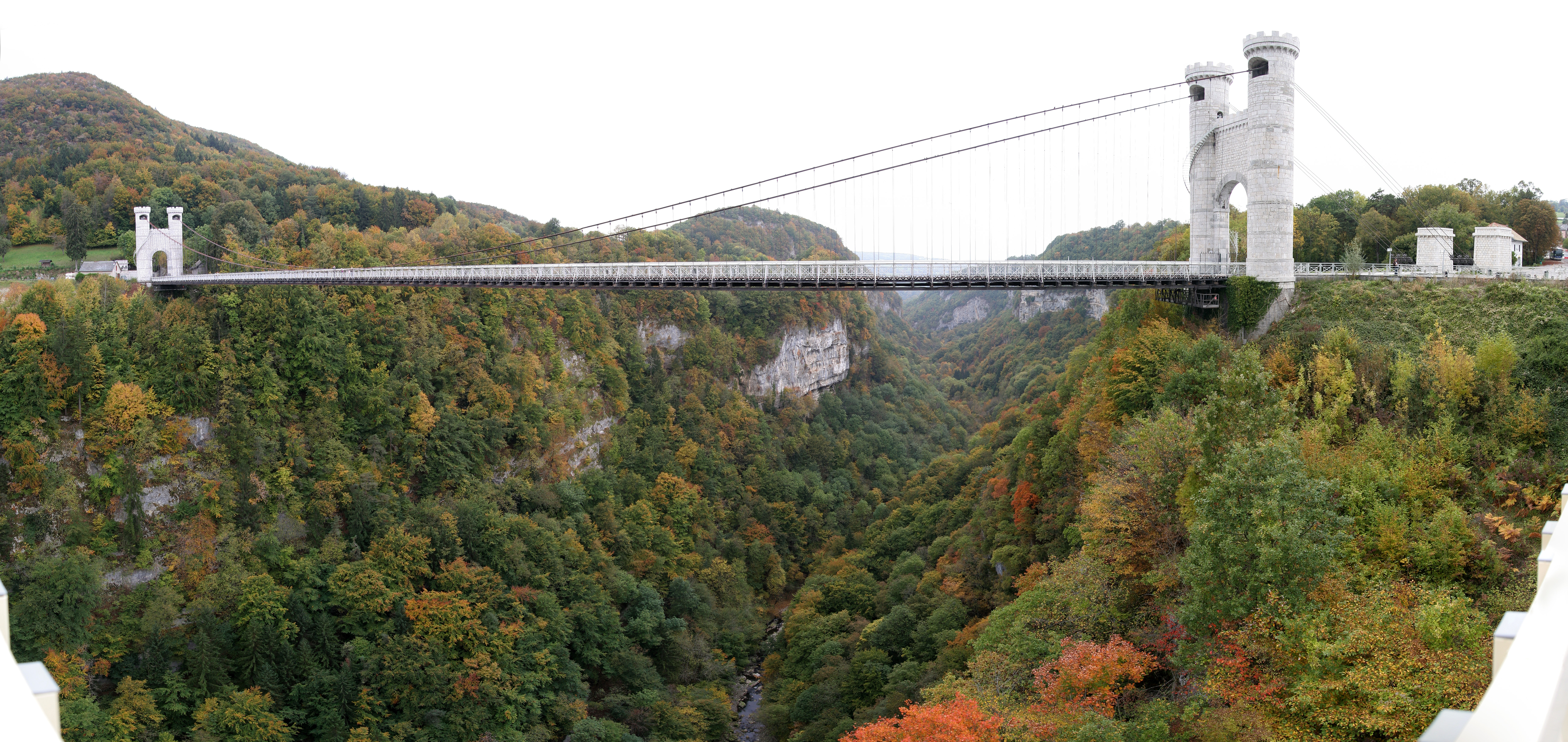
Die Pont de la Caille

Die Kirche Saint-Maurice wurde 1848 erbaut und 1866 umgestaltet. Auf dem Gebiet von Cruseilles befinden sich mehrere Schlösser und Herrensitze, darunter das Château de Beccon, das Château des Avenières (20. Jahrhundert) am Südhang des Salève, das Maison de Fésigny (ursprünglich aus dem 14. Jahrhundert) und das Maison de Pontverre (17. Jahrhundert). Die Schlucht des Les Usses wird von einer imposanten Hängebrücke – der Pont de la Caille – überspannt, die 1839 fertiggestellt wurde. Daneben steht die neuere Straßenbrücke von 1928, die Pont Caquot.

## Bevölkerungsentwicklung
| Jahr                       | 1962 | 1968 | 1975 | 1982 | 1990 | 1999 |
| Einwohner                  | 1539 | 1610 | 1837 | 2300 | 2716 | 3186 |
| Quellen: Cassini und INSEE |      |      |      |      |      |      |

Mit 5058 Einwohnern (Stand 1. Januar 2022) gehört Cruseilles zu den mittelgroßen Gemeinden des Département Haute-Savoie. Seit Beginn der 1970er Jahre wurde dank der attraktiven Wohnlage eine deutliche Bevölkerungszunahme verzeichnet. Außerhalb des alten Ortskerns wurden zahlreiche Einfamilienhäuser gebaut.

## Wirtschaft und Infrastruktur
Cruseilles war lange Zeit eine durch die Landwirtschaft und den Kleinhandel geprägte Gemeinde. Heute gibt es verschiedene Betriebe des Klein- und Mittelgewerbes. Zahlreiche Erwerbstätige sind Wegpendler, die hauptsächlich im Raum Annecy und Genf-Annemasse ihrer Arbeit nachgehen.
Die Ortschaft ist verkehrsmäßig gut erschlossen. Sie liegt an der Hauptstraße N201, die von Saint-Julien-en-Genevois über den Col du Mont Sion nach Annecy führt. In absehbarer Zeit sollte der Ortskern durch die Autobahn von Annecy nach Saint-Julien-en-Genevois, mit deren Bau 2006 begonnen wurde, entlastet werden. Weitere Straßenverbindungen bestehen mit La Roche-sur-Foron und Sallenôves; ferner ist Cruseilles der südliche Ausgangspunkt der Touristenstraße über den Mont Salève. Der nächste Anschluss an die Autobahn A41 befindet sich in einer Entfernung von rund 6 km.

## Söhne und Töchter
- Catharinus Dulcis (1540–1626), Philologe und Hochschullehrer
- Louis Armand (1905–1971), Bergbauingenieur, Eisenbahner und Präsident der Europäischen Atomgemeinschaft (EURATOM)